# Hylaeus friesei
Hylaeus friesei är en biart som först beskrevs av Johann Dietrich Alfken 1904.  Hylaeus friesei ingår i släktet citronbin, och familjen korttungebin. Inga underarter finns listade i Catalogue of Life.